# Smadi Wolfman
 (juin 2018).
Smadar Wolfman, aussi appelée Smadi Wolfman, est une actrice française de cinéma et de télévision, née le 1 janvier 1970,.

## Biographie

### Formation
Smadi Wolfman commence sa formation de comédienne au lycée artistique[Quoi ?] de Tel-Aviv. En France, elle intègre l'école Jean Périmony tout en suivant les cours de l'institut d'études théâtrales à la Sorbonne, puis les cours de l’atelier école de Marcel Maréchal. Elle se perfectionne auprès d’Ariane Mnouchkine au Théâtre du Soleil. En 1996, elle est lauréate du prix de tragédie Silvia Monfort dans le rôle d’Électre.

### Carrière d'actrice
Au théâtre
Elle traverse l’univers de Molière, Marivaux, Feydeau, Guitry, Ionesco et Claudel mais aussi Jacques Bobet et bien d’autres auteurs contemporains. Elle travaille à plusieurs reprises sous la direction d’Anthéa Sogno et dans les mises en scènes de Jean-Louis Jacopin, Hervé Dubourgeal, J.L. Moreau, J. Descombe. Michel Fagadeau la dirige dans Brooklyn Boy aux côtés de Stéphane Freiss à la Comédie des Champs Elysées. Elle a également joué dans Hors Piste d'Eric Delcourt.
Au cinéma
Elle tourne dans une vingtaine de films sous la direction entre autres de Guila Braoudé, Steve Suissa, Tristan Arrouet et Gilles Lellouche. Elle tient en particulier le premier rôle féminin dans Petits Désordres amoureux d’Olivier Peray, Le Clone de Fabio Conversi et Glenn de Marc Goldstein.
A la télévision
Smadi Wolfman joue dans les réalisations de Sébastien Graal, Jean-Pierre Vergne, Eric Woreth, Jean Marc Seban, Patrick Jamain, Jean-Pierre Mocky, Christophe Douchan et dans la série Le lycée réalisée par Miguel Courtois et Étienne Dahene. Depuis plusieurs années[évasif], Smadi poursuit une carrière parallèle entre la France et Israël. L’hébreu, l’anglais et le français, ses trois langues maternelles, lui permettent de figurer dans des productions internationales : Le Serment, une série de Peter Kominsky pour Channel 4 ; Une bouteille à la mer de Thierry Benisti ; Playoff de Eran Ricklis. Smadi écrit également plusieurs pièces de théâtre pour enfants et traduit un documentaire sur Amos Oz pour la chaîne Arte.

### En entreprise
Formatrice animatrice certifiée (TRILOG 2007), Smadi Wolfman intervient régulièrement en entreprise[évasif]. Elle crée, avec Guila Braoudé, Duo Concept en 2008.

## Filmographie partielle

### Cinéma
- 1996 : L'homme idéal de Xavier Gélin - Laetitia
- 1998 : Alissa de Didier Goldschmidt - Laurence
- 1998 : Le Clone de Fabio Conversi - Victoria
- 1998 : Petits désordres amoureux d'Olivier Peray - Claire
- 1998 : Je veux tout de Guila Braoudé - Pascale
- 2004 : Le Grand Rôle de Steve Suissa - Sarah
- 2004 : Narco de Tristan Aurouet et Gilles Lellouche - La secrétaire de Bennet
- 2005 : Point sublime de Christian Dob
- 2005 : Cavalcade de Steve Suissa - Infirmière hôpital
- 2005 : Vive la vie de Didier Bourdon  - Lise Vidal
- 2007 : Chrysalis de Julien Leclercq - Sarah
- 2008 : Pour elle de Fred Cavayé - La femme du parc
- 2009 : Marga de Ludi Boeken - Frau Albermann
- 2011 : Glenn de Marc Goldstein - Lana
- 2011 : Mon arbre de Bérénice André - Laurence
- 2012 : Une bouteille à la mer de Thierry Binisti - Myriam
- 2012 : Playoff  d'Eran Riklis - Ronit (créditée comme Smadar Wolfman)
- 2012 : Le Voyage de Fanny de Lola Doillon
- 2018 : La Belle et la Belle de Sophie Fillières - la patronne de la première boutique
- 2020: My Kid  de Nir Bergman - Tamara (créditée comme Smadar Wolfman)
- 2024 : Jamais sans mon psy d'Arnaud Lemort

### Télévision
- 1998 : Les Cordier, juge et flic (épisode Mort d'un avocat) - Elisabeth Armand
- 2000 : Ces forces obscures qui nous gouvernent de Olivier Doran - Marion
- 2000-2001 : Le Lycée (série télévisée) - Lisa Petrazzini
- 2003 : Les Cordier, juge et flic (épisode L'étoile filante) - Valérie Simon
- 2004 : Quai no 1 (épisode Le bout du tunnel) - Jayne Boyton
- 2006 : Commissaire Cordier (épisode Témoin à abattre) - Roxanne Vigan
- 2006 : Sœur Thérèse.com (épisode Meurtre en sous-sol) - Léa Petrovitch
- 2007 : Le Monsieur d'en face de Alain Robillard - Assistante sociale
- 2007 : Diane, femme flic (épisode Bourreau de travail) - Karine Brunet
- 2007 : Section de recherches  (épisode Etoile filante) - Adjudant Sarah Weller
- 2008 : Où es-tu ? (mini-série télévisée) - Jeanne
- 2008 : Myster Mocky présente (épisode Service rendu)
- 2009 : Julie Lescaut (épisode La morte invisible) - Francine Valon
- 2011 : Le Serment (mini-série télévisée) - Leah Meyer (créditée comme Smadar Wolfman)
- 2012 : Les Hommes de l'ombre de Frédéric Tellier (mini-série télévisée) - Alexandra
- 2012-2020 : Caïn de Bertrand Arthuys (série télévisée) - Elizabeth Stunia, la légiste (saisons 1 à 8, 32 épisodes )
- 2013 : Dame de sang de Alexis Lecaye - Véra
- 2013 : Manipulations de Laurent Herbiet - Carole Barrot
- 2013 : Profilage (épisode La poudre aux yeux) - inspecteur de l'IGS
- 2014 : Ligne de mire de Nicolas Herdt - Cathy
- 2014 : Meurtres au Pays Basque de Éric Duret - Claire Vannier
- 2015 : Joséphine ange gardien (épisode Belle mère belle fille) - Kristen Halley
- 2015 : La Loi d'Alexandre (épisode Comme des frères) - la juge d'instruction
- 2016 : La Stagiaire (épisode La chair de ma chair) - Cathy Louvion
- 2023 : Sophie Cross (épisode Casino Royal) - Sybille Blondel
- Depuis 2023 : Un si grand soleil - Catherine Laumière
- 2025 : Joseph (série TV) : Sylvie assistante d'Alison saison 1 épisode 3

## Théâtre
- 2003 : La double inconstance de Marivaux, mise en scène Anthéa Sogno, Théâtre André Malraux
- 2003 : Ciel! mon Feydeau, pièces de Georges Feydeau, mise en scène Anthéa Sogno, Théâtre de la Michodière
- 2004 : Brooklyn Boy de Donald Margulies, mise en scène Michel Fagadau, Comédie des Champs-Élysées
- 2007 : La sœur du grec d'Eric Delcourt, mise en scène Jean-Luc Moreau, Le Splendid
- 2008 : La main passe de Georges Feydeau, mise en scène Mitch Hooper, Théâtre Michel
- 2009 - 2010 : Hors piste d'Eric Delcourt, mise en scène Eric Delcourt et Dominique Deschamps, Théâtre de la Renaissance et Théâtre Fontaine
- 2013 : Cuisine à domicile de Christophe de Mareuil, Ludovic Girard, mise en scène Alain Cerrer, Théâtre L'Archipel
- 2014 : Le Cabaret de l'austérité de Gilad Kahana, mise en scène Zohar Wexler, Théâtre de la Reine-Blanche
- 2014 : L'Oubli des Anges de la Compagnie Interface, Espace Kiron, Paris, et Théâtre du Balcon, Festival Off d'Avignon 2015